# Ruta del Sol 2010
De Ruta del Sol 2010, ook bekend onder de naam Vuelta a Andalucia, werd gehouden van 21 februari tot en met 25 februari in Andalusië, en ging over 676.2 kilometer. Het was de 56ste editie van deze meerdaagse etappekoers in het zuiden van Spanje. Van de 90 gestarte renners bereikten 61 renners de eindstreep in Antequera. 

## Etappe-overzicht
| etappe | datum       | start          | finish               | afstand       | winnaar           | klassementsleider |
| ------ | ----------- | -------------- | -------------------- | ------------- | ----------------- | ----------------- |
| 1e     | 21 februari | Jaén           | Puerto de La Guardia | 159,2 km      | Sergio Pardilla   | Sergio Pardilla   |
| 2e     | 22 februari | Villa de Otura | Córdoba              | 182,2 km      | Óscar Freire      | Sergio Pardilla   |
| 3e     | 23 februari | Marbella       | Benahavís            | 162,5 km      | Óscar Freire      | Sergio Pardilla   |
| 4e     | 24 februari | Málaga         | Málaga               | 10,9 km (ITR) | Alex Rasmussen    | Michael Rogers    |
| 5e     | 25 februari | Torrox         | Antequera            | 161,4 km      | Francisco Ventoso | Michael Rogers    |

## Eindklassementen
| Plaats    | Naam                  | Ploeg              | Tijd      |
| --------- | --------------------- | ------------------ | --------- |
| Rode trui | Michael Rogers        | Team HTC-Columbia  | 18u12'16" |
| 2         | Jurgen Van den Broeck | Omega Pharma-Lotto | +00' 19"  |
| 3         | Sergio Pardilla       | CarmioOro NGC      | +00' 30"  |
| 4         | Jens Voigt            | Team Saxo Bank     | +00' 31"  |
| 5         | Bauke Mollema         | Rabobank           | +00' 35"  |
| 6         | Maxime Monfort        | Team HTC-Columbia  | +00' 38"  |
| 7         | Gustav Larsson        | Team Saxo Bank     | +00' 44"  |
| 8         | Manuel Vázquez        | Andalucía-Cajasur  | +00' 46"  |
| 9         | Linus Gerdemann       | Team Milram        | z.t.      |
| 10        | Thomas Lövkvist       | Team Sky           | +00' 50"  |
| 11        | Johnny Hoogerland     | Vacansoleil        | +00' 57"  |
| 12        | Javier Moreno         | Andalucía-Cajasur  | +01' 00"  |
| 13        | Fränk Schleck         | Team Saxo Bank     | +01' 06"  |
| 14        | Daniel Moreno         | Omega Pharma-Lotto | +01' 18"  |
| 15        | Steven Cummings       | Team Sky           | +01' 34"  |

| Plaats      | Naam           | Ploeg             | Punten |
| ----------- | -------------- | ----------------- | ------ |
| Blauwe trui | Óscar Freire   | Rabobank          | 50     |
| 2           | Michael Rogers | Team HTC-Columbia | 44     |
| 3           | Jens Voigt     | Team Saxo Bank    | 42     |

| Plaats      | Naam             | Ploeg             | Punten |
| ----------- | ---------------- | ----------------- | ------ |
| Paarse trui | Brice Feillu     | Vacansoleil       | 46     |
| 2           | José Ángel Gómez | Andalucía-Cajasur | 20     |
| 3           | Laurent Beuret   | CarmioOro NGC     | 12     |

| Plaats     | Naam              | Ploeg             | Punten |
| ---------- | ----------------- | ----------------- | ------ |
| Witte trui | Jesús Rosendo     | Andalucía-Cajasur | 15     |
| 2          | Brice Feillu      | Vacansoleil       | 4      |
| 3          | Stéphane Rossetto | Vacansoleil       | 4      |

| Plaats      | Naam                  | Ploeg              | Punten |
| ----------- | --------------------- | ------------------ | ------ |
| Oranje trui | Sergio Pardilla       | CarmioOro NGC      | 14     |
| 2           | Michael Rogers        | Team HTC-Columbia  | 16     |
| 3           | Jurgen Van den Broeck | Omega Pharma-Lotto | 17     |

| Plaats | Ploeg              | Tijd      |
| ------ | ------------------ | --------- |
|        | Team Saxo Bank     | 54u38'16" |
| 2      | Omega Pharma-Lotto | +00' 54"  |
| 3      | Team HTC-Columbia  | +01' 31"  |

1925 · 1926-1954 · 1955 · 1956 · 1957 · 1958 · 1959 · 1960 · 1961 · 1962 · 1963 · 1964 · 1965 · 1966 · 1967 · 1968 · 1969 · 1970 · 1971 · 1972 · 1973 · 1974 · 1975 · 1976 · 1977 · 1978 · 1979 · 1980 · 1981 · 1982 · 1983 · 1984 · 1985 · 1986 · 1987 · 1988 · 1989 · 1990 · 1991 · 1992 · 1993 · 1994 · 1995 · 1996 · 1997 · 1998 · 1999 · 2000 · 2001 · 2002 · 2003 · 2004 · 2005 · 2006 · 2007 · 2008 · 2009 · 2010 · 2011 · 2012 · 2013 · 2014 · 2015 · 2016 · 2017 · 2018 · 2019 · 2020 · 2021 · 2022 · 2023 · 2024 · 2025